# 班诺克本
班诺克本（英語：Bannockburn）是一个位于苏格兰斯特灵市南部的小镇。该镇主要因苏格兰历史上著名的以少胜多战役——班诺克本战役而闻名。

## 语源
班诺克本的英语“Bannockburn”可以视为两个单词的组合。“burn”是低地苏格兰语“溪流”之意，而“bannock”则是流经该镇一条小河的名字。它可能来自盖尔语的“ban”，意为“白色透明的”、“闪亮的”。在现代英语中，“bannock”意为班諾克麵包，可能来自拉丁语“panis”，与该镇并无联系。

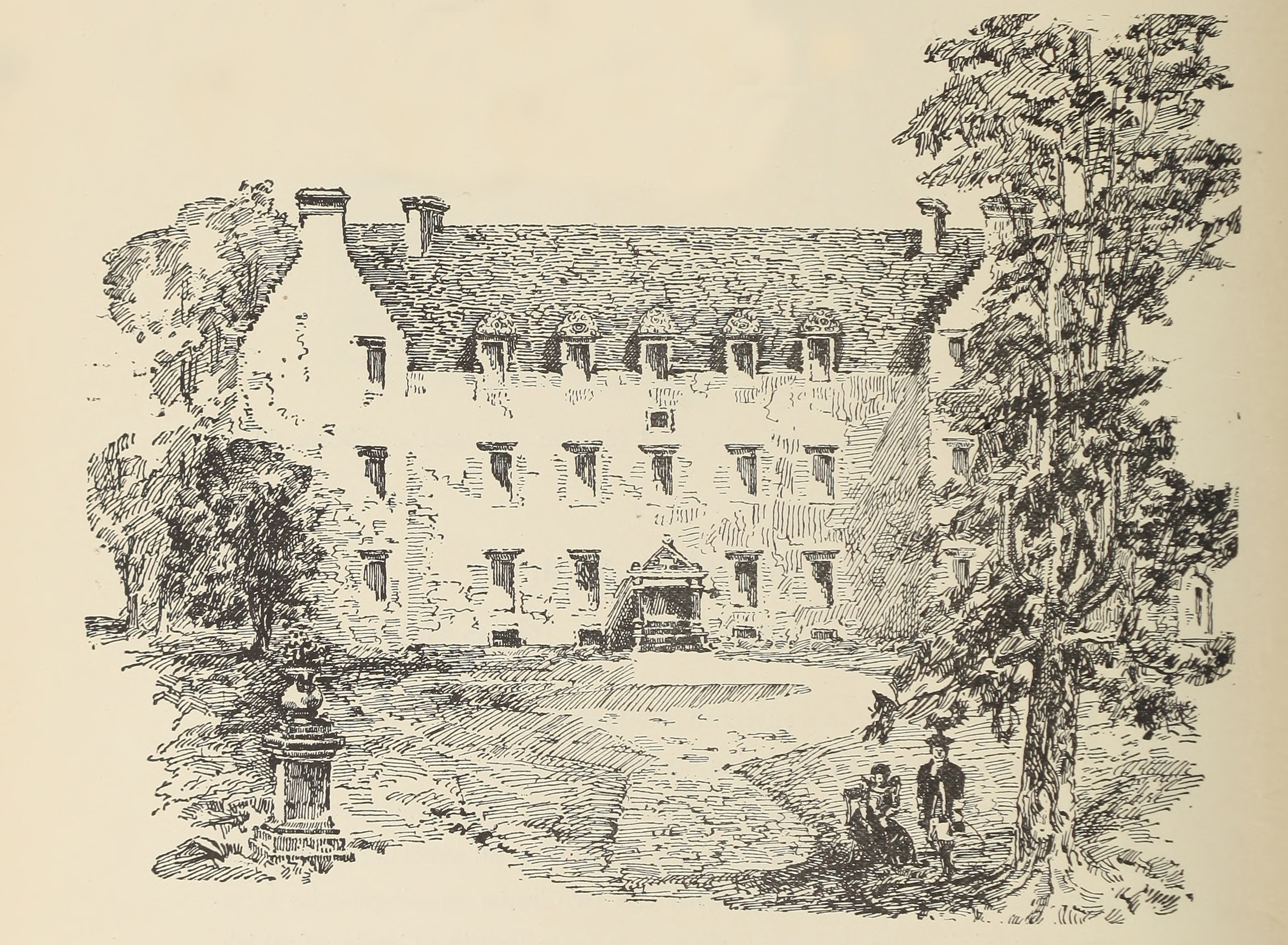
班诺克本别墅

## 历史
1314年，这个小镇附近发生了班诺克本战役，苏格兰军队以少胜多，最多约有11000英格兰士兵伤亡。这场战役被认为是13-14世纪时期苏格兰和英格兰独立运动的一次关键战役。现在，这里已经建立了一座纪念碑和一个游客中心。
1746年1月，英俊王子查理在福尔柯克的战斗之前，曾把班诺克本别墅作为军队的指挥总部。
在18-19世纪，班诺克本镇曾以其地毯和粗花呢衣物制造工厂而闻名。

## 交通
1852年，班诺克本在苏格兰中部铁路线上的第一个火车站投入运营。1949年，该车站被废弃。

## 体育
- 足球：班诺克本有两只业余足球队：班诺克本业余足球队[9]（成立于1968年）和米尔顿业余FC足球队（Milton FC，成立于1972年）。[10]
- 其他：班诺克本还有一个橄榄球队和一个板球队。

### 著名人物
- 加里·利德尔（英语：Gary Liddell）（1954年8月27日—2015年4月29日） 苏格兰职业足球运动员，前锋，最早是班诺克本足球队的成员。[11]

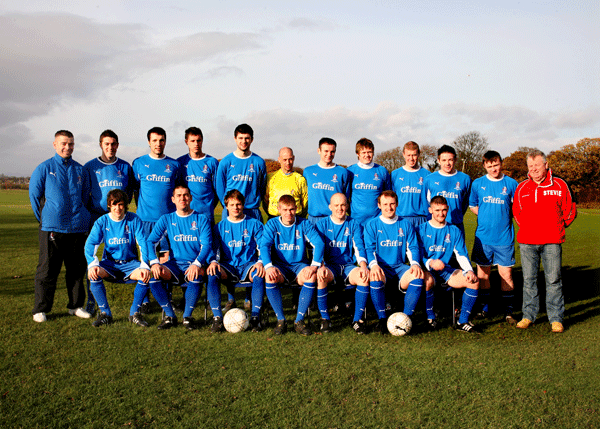
Milton FC足球队
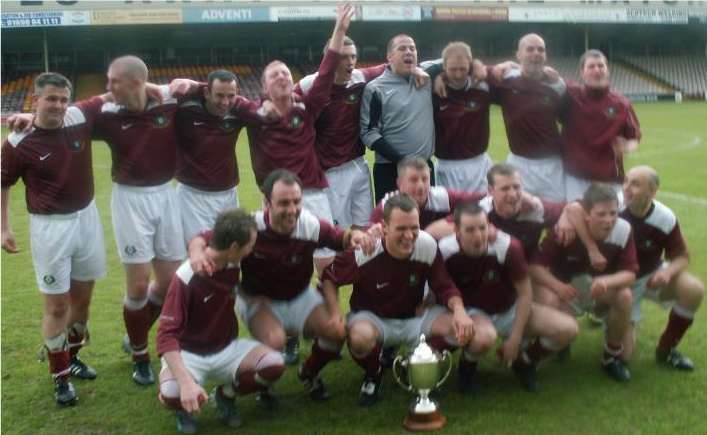
班诺克本业余足球队

## 照片集
- 铁道
- 班诺克本战役纪念碑（远）
- 班诺克本战役纪念碑（近）
- 农场
- 垃圾回收